# MG-Lola EX257
Chronologie des modèles
MG-Lola EX264
La MG-Lola EX257 est une voiture de course développée par le constructeur britannique Lola Cars. Elle est homologuée pour courir dans la catégorie LMP675 (équivalent du LMP2 actuel) de l'Automobile Club de l'Ouest.

## Aspects techniques
Elle est munie d'un moteur Advanced Engine Research, rebadgé MG Motor.
Elle participe aux 24 Heures du Mans, pour la première fois, en 2001.